# Covenant
«Covenant» — шведський музичний гурт. Виконує музику в стилі futurepop, synth pop, індастріал та EBM. 
Музична ідеологія гурту сформувалася на ґрунті Kraftwerk, The Human League, Front 242, Nitzer Ebb. Своєрідна cyber-естетика є візитівкою гурту протягом усього його існування. 

## Історія
Гурт утворився із студентів університету міста Лунд, які збиралися в помешканні Класа Нахманссона для експериментів зі звуками, музикою. 
Назва гурту пов'язана із релігійним терміном, який означає посвяту. В даному разі - трьох музикантів, які творять спільно музику. Остаточно ця назва усталена за гуртом 1989 року. 
Поява гурту пов'язана з активним пошуком нової музичної мови, яка б відповідала смакам андеґраунду 1980-тих. Оскільки від початку Covenant взорувався на німецьку електронну музику (насамперед Kraftwerk), то й перша слава прийшла до гурту в Німеччині, а частина композицій звучала німецькою мовою. 
Вініловий дебют прийшов до гурту доволі пізно - лише у 1990-тих. Проте наступні альбоми - 1996, 1997 і 1999 років - принесли шведам загальноєвропейське визнання, хоча найзатишніше гурт почуває себе все-таки в Німеччині. Альбоми 2000-их років вже активно продавалися й в Україні. 
Зараз Covenant є одним із визнаних лідерів світової електронної музики. У січні 2011 гурт випустив новий, сімнадцятий за ліком альбом Modern Ruin. 

### Convent в Україні

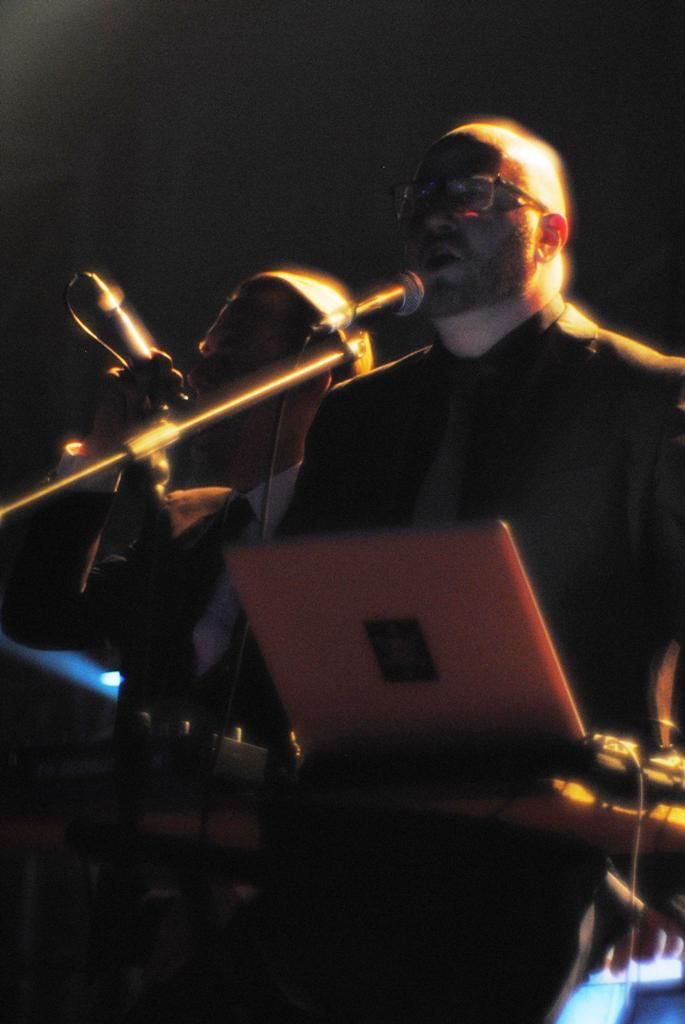
Виступ Covenant на фестивалі Cyberfront (Київ, 8.05.2011)

Шведський гурт став учасником київського фестивалю електронної музики CyberFront-2011 - найбільшого в східній Європі. 

## Музиканти

### Поточний склад
- Ескіль Сімонссон Eskil Simonsson — вокаліст, головний композитор, лірика, звукорежисер, звукозапис, клавішні.
- Хоакім Монтеліус Joakim Montelius — основна лірика, композитор, клавішні, звукорежисер, звукозапис, бек-вокал
- Деніел Майєр Daniel Myer (Haujobb) — комп'ютер, перкусія, бек-вокал. Долучився до складу гурту у 2007 році, бере участь у студійній роботі.

### Колишні учасники
- Клас Нахманссон Clas Nachmanson — синтезатори, бек-вокал, звукорежисура, звукозапис,  (залишив гурт у 2007 році).

## Дискографія
- Dreams of a Cryotank (грудень 1994)
- Sequencer (May 1996; March 1997, 2nd ed.; July 1999, US version)

At least three versions of the album have differing track lists (see Sequencer).
- Europa (квітень 1998)
- United States of Mind (лютий 2000)
- Synergy (листопад 2000)

Концертний альбом.
- Northern Light (жовтень 2002)
- Skyshaper (березень 2006)
- In Transit (жовтень 2007): Концертний альбом
- Modern Ruin (січень 2011)